# Путь в ночь
«Путь в ночь» (нем. Der Gang in die Nacht) — немой немецкий драматический фильм 1921 года режиссёра Фридриха Вильгельма Мурнау. Сюжет фильма основан на датском сценарии Харриет Блок, а сценаристом фильма был Карл Майер.
Фильм является первым сохранившимся фильмом из раннего творчества Мурнау.

## Сюжет
Доктор Айгиль Бёрне помолвлен со своей возлюбленной Хеленой, которая ведёт себя холодно с ним и не настаивает на свадьбе, лишь потому, что не хочет навредить его карьере. Чтобы отпраздновать её день рождения, они вместе идут в кабаре. Там выступает молодая танцовщица Лили, которая пытается привлечь внимание равнодушного к ней Бёрне и притворяется, что подвернула ногу. Ей удаётся соблазнить его, и вскоре он разрывает отношения с Хеленой. Он отказывается от своих профессиональных амбиций, женится на Лили и переезжает с ней в маленькую рыбацкую деревню. Там супруги встречают ослепшего молодого художника. Бёрне решает прооперировать его, чтобы вернуть ему зрение. Чтобы следить за выздоровлением пациента, он поселяет художника в собственном доме, несмотря на предчувствия Лили, которая инстинктивно боится присутствия слепца. В это время Бёрне также узнаёт, что Хелена серьёзно заболела и решает отправиться в город, чтобы навестить её. Ему не удаётся увидеть бывшую невесту, однако, вернувшись домой, он обнаруживает неподалёку от пляжа свою жену вместе с выздоровевшим художником — и понимает, что потерял Лили. Он покидает деревню и переезжает обратно в город.
Проходит несколько лет. Бёрне становится знаменитым окулистом, но по-прежнему озлоблен и несчастен. Однажды к нему на приём приходит Лили; художник теряет зрение, и она просит Бёрна вновь его вылечить. Но Бёрне в сердцах говорит Лили, что та не способна на настоящую любовь и он согласится помочь художнику только в том случае, если она умрёт. От переизбытка эмоций, он теряет сознание. Когда Бёрне приходит в себя, Лили к тому времени ушла. Он спешит к ней, предчувствуя беду, но приезжает слишком поздно. Она покончила с собой, чтобы Бёрне спас её любимого. Слепой художник прощает Бёрне, поскольку именно он позволил ему увидеть Лили. На следующее утро слуга находит профессора Бёрне мёртвым в его кабинете. В его руке лежало письмо от художника, в котором говорилось, что лечение ему не нужно и теперь, когда Лили мертва, он возвращается в свою ночь.

## В ролях
| Актёр                 | Роль                |
| --------------------- | ------------------- |
| Олаф Фёнс             | доктор Айгиль Бёрне |
| Эрна Морена           | Хелена              |
| Конрад Фейдт          | художник            |
| Гудрун Брун Стефенсен | танцовщица Лили     |
| Клементина Плесснер   | роль неизвестна     |

## Производство

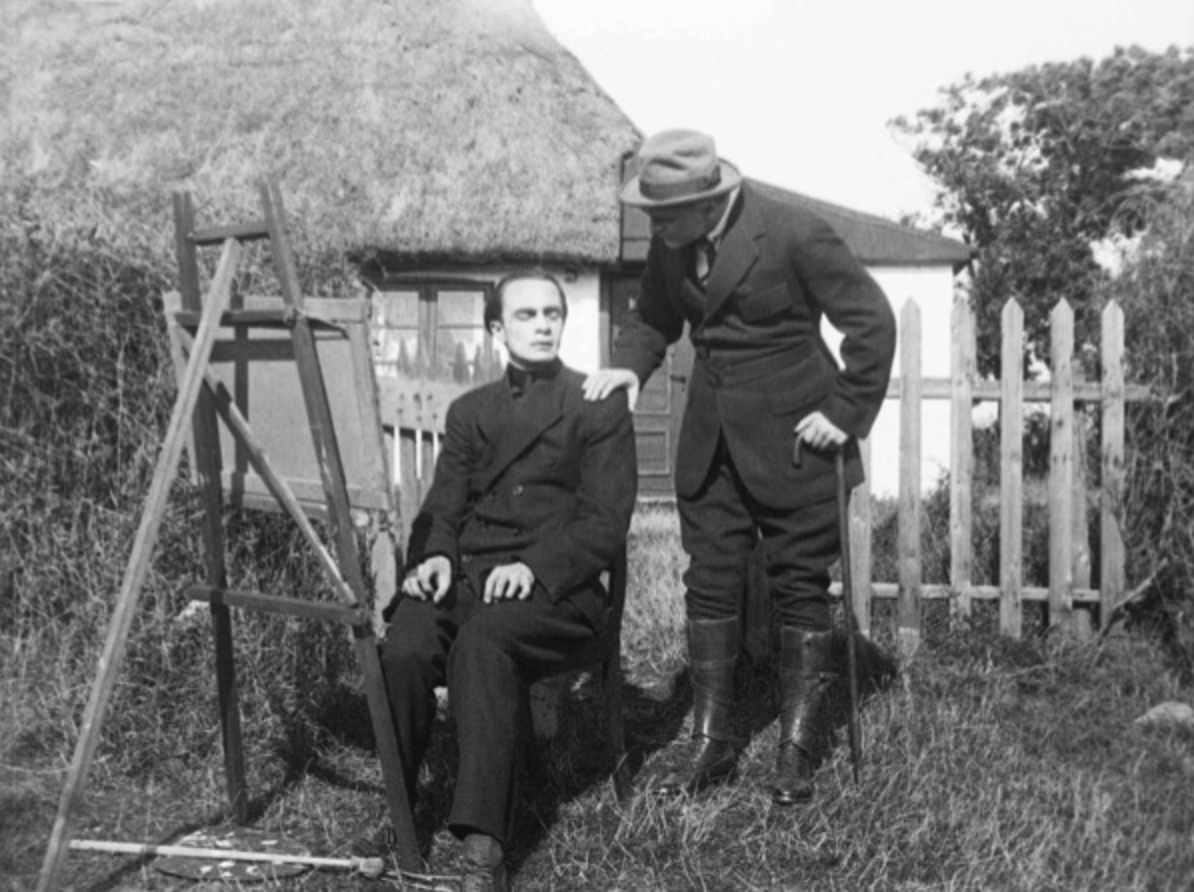
Конрад Фейдт и Олаф Фёнс

Фильм был снят на основе датского сценария «Завоеватель» написанного Харриет Блок. Сценаристом выступил Карл Майер, получивший известность как соавтор экспрессионистского фильма «Кабинет доктора Калигари». Работа над «Путь в ночь» стал вторым совместным проектом для Майера и режиссёра Фридриха Вильгельма Мурнау после фильма «Горбун и танцовщица». 
В основной актёрский состав входили Олаф Фёнс, Эрна Морена, Конрад Фейдт и Гудрун Брун Стефенсен. Сыгравший второстепенную роль Конрад Фейдт, ранее участвовал в съёмках нескольких картин Мурнау. Среди них наиболее успешным был фильм «Голова Януса», снятый по повести Роберта Льюиса Стивенсона «Странная история доктора Джекила и мистера Хайда»; в нём Фейдт исполнил двойную роль, а Бела Лугоши сыграл дворецкого. Фильм «Путь в ночь» стал пятой и последней совместной работой Фейдта и Мурнау.
Фильм снимался с августа по октябрь 1920 года. Студийные съёмки проходили в павильонах Zoo-Atelier и Cserépy-Ateliers в Берлине, в то время как основная часть натурных сцен были сняты на острове Зильт в августе 1920 года.

## Релиз и критика
Премьера фильма состоялась 21 января 1921 года в берлинских кинотеатрах Richard-Oswald-Lichtspiele и Schauberg Theatre.
Критик Вилли Хаас  в издании Film-Kurier восторженно отозвался о фильме: «Где заканчивается искусство автора, где начинается искусство режиссёра и где — актёра? Нам это неведомо. Всё слилось воедино, всё перетекает друг в друга. И всё — совершенно, другого слова и не подобрать». Хаас высоко оценил режиссуру Мурнау и игру актёров, а сценарий Карла Майера назвал «поэтическим творением». В киножурнале Lichtbild-Biihne отметили, что фильм достиг «сильной выразительности благодаря лирическим интермедиям завораживающей красоты, не слащавой сентиментальности, как в других местах, а живописным атмосферным образам, ревущему морю или чему-то подобному. Удивительно, как здесь гармонично сочетаются природа и сюжет». Рецензент Film-Kurier в рекламной заметке писал: «Этот фильм представляет собой новую веху в киноискусстве. Здесь впервые предпринята попытка перенести каммершпиле в кино, причём сильное, захватывающее действие с ограниченным кругом персонажей разработано до тончайших психологических деталей». Также в заметке отмечалось, что «единство действия и характеров, сокровеннейшее и таинственное сплетение атмосферного настроения и душевной жизни в этом повествовании достигается тончайшими выразительными средствами мимики и режиссуры». В газете Der Kinematograph также похвалили фильм: «Это не просто картина, интересная для широкой аудитории, но и отшлифованный драгоценный камень, который также порадует самых требовательных ценителей кино».
Историк кино Лотта Эйснер в своей книге «Мурнау» писала, что фильм представляется гораздо более устаревшим по сравнению с последующей работой режиссёра «Замок Фогелёд». Она похвалила «изысканное освещение» в фильме, отметив, что «подбор мебели подтверждает мастерство Мурнау при создании полных особого настроения интерьеров». Однако Эйснер раскритиковала игру актёров, выделяя лишь Эрну Морену, что «с её лицом, наполненным боли и напоминающим трагическую маску Асты Нильсен, удаётся соответствовать стилю каммершпиля».

## Реставрация
«Путь в ночь» является самым ранним сохранившимся фильмом Мурнау. Все остальные его работы снятые в период 1919 по 1923 год считаются утерянными. По словам Лотты Эйснер, единственная сохранившиеся копия была обнаружена Анри Ланглуа среди коробок с негативами в Государственном киноархиве ГДР. В найденном  негативе отсутствовали интертитры и третий акт. Фильм демонстрировался на протяжении 1960-х и 1970-х годов, пока киноисторик Энно Паталас не узнал о существовании копии, изготовленной с негатива фильма и хранящейся в Госфильмофонде СССР. Эта копия содержала недостающие кадры, включая также третий акт. Для восстановления фильма Паталас использовал копию из советского киноархива и добавил некоторые интертитры, опираясь на сохранившийся сценарий. Однако в сценарии имелись расхождения, так как во время съёмок Мурнау несколько раз изменял детали сюжета и полностью переписал концовку. Таким образом, точное количество интертитров и их формулировки в фильме являются предположительными.
В 2016 году Мюнхенским музеем кино была представлена отреставрированная версия фильма, в которой удалось восстановить монтажную последовательность и недостающие интертитры благодаря детальному изучению оригинального сценария Майера и многочисленных современных рецензий. Цифровая реставрация изображения была выполнена на основе негатива, дополненного рабочей копией, отредактированной Паталасом, а фон и шрифт титров был воссоздан в соответствии с условностями того времени. Музыка к фильму была написана Рихардом Зидхоффом, который создал как фортепианный саундтрек, так и полную оркестровую партитуру.